# Alessandro Di Robilant
Alessandro Di Robilant (* 23. Oktober 1953 in Pully, Schweiz) ist ein italienischer Filmregisseur und Drehbuchautor.

## Leben
Di Robilant wuchs in Mailand auf und begann seine berufliche Laufbahn mit der Regie von Werbespots und Kurzfilmen. Im Spielfilmbereich war er zunächst als Schnittassistent und Autor aktiv und debütierte 1984 mit Ancha lei fumava il sigaro, einem unkonventionellen Beitrag inmitten des damals herrschenden sehr auf Mainstream setzenden Filmwesens, der die Aufmerksamkeit der Kritiker erregte. Der 1991 entstandene Il nodo alla cravatta erzählt von der Zerrissenheit zwischen zwei Welten eines heranwachsenden Jugendlichen und zeigte Di Robilants filmische Entwicklung hin zu sozialen Themen auf.
Mit Il giudice ragazzino gelang dem Regisseur 1994 der Durchbruch; der bei den Filmfestspielen von Berlin im Wettbewerb gelaufene und mehrfach ausgezeichnete Film ist eine Biografie des von der Mafia ermordeten Rosario Livatino. Nach einem Dokumentarfilm drehte De Robilant mit dem für die RAI entstandenen Vite blindate 1997 ebenfalls eine Mafiageschichte; der Zweiteiler La voce del sangue spielt in Kalabrien.
Im neuen Jahrtausend änderte sich das Hauptthema De Robilants, der nun biografische und intimere Themen verfilmte. Der 2003 entstandene Per sempre mit Giancarlo Giannini spaltete Kritiker wie Publikum; wieder beim Fernsehen entstand 2006 L'uomo della carità über Luigi De Liegro, den Gründer der Caritas Diocesana di Roma. Marpiccolo aus dem Jahr 2009 nähert sich der schwierigen Jugend eines in Tarent Aufwachsenden mit dem Di Robilant „eigenen Stil perfekten Erzählens, vor allem über mehrdimensionale Charaktere, die besonders die emotionalen Tiefen beleuchtet. Mißlingen, Liebe, Jungs und Mädchen summiert der Film“.

## Filmografie
- 1984: Anche lei fumava il sigaro
- 1991: Il nodo alla cravatta
- 1994: Kampf der Mafia - Die Geschichte des Rosario Livatino (IL giudice ragazzino)
- 1998: Vite blindate (Fernsehfilm)
- 1999: La voce del sangue (Fernsehfilm)
- 1999: I fetentoni
- 2003: Per sempre
- 2006: L'uomo della carità (Fernsehfilm)
- 2009: Marpiccolo